# Zetska divizija
Zetska divizija je bila pehotna divizija Vojske Kraljevine Jugoslavije, ki je bila uničena med aprilsko vojno.
Divizijski štab je bil nastanjen v Cetinju.

## Organizacija
1. september 1939
- štab (Cetinje)

- 29. pehotni polk (Trebinje)
- 38. pehotni polk (Podgorica)
- 48. pehotni polk (Pljevlja)
- 8. samostojni artilerijski divizion (Podgorica)
- 24. artilerijski polk (Trebinje)